# 神奈川宿

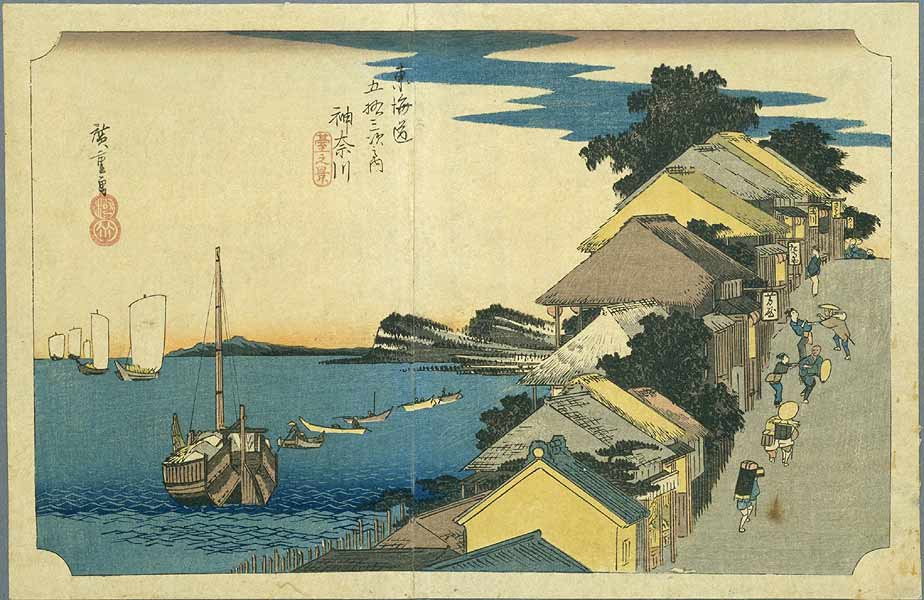
神奈川宿（歌川広重『東海道五十三次』（再刻版）より：現在の青木橋付近から横浜駅西口方面にあった海を望む）

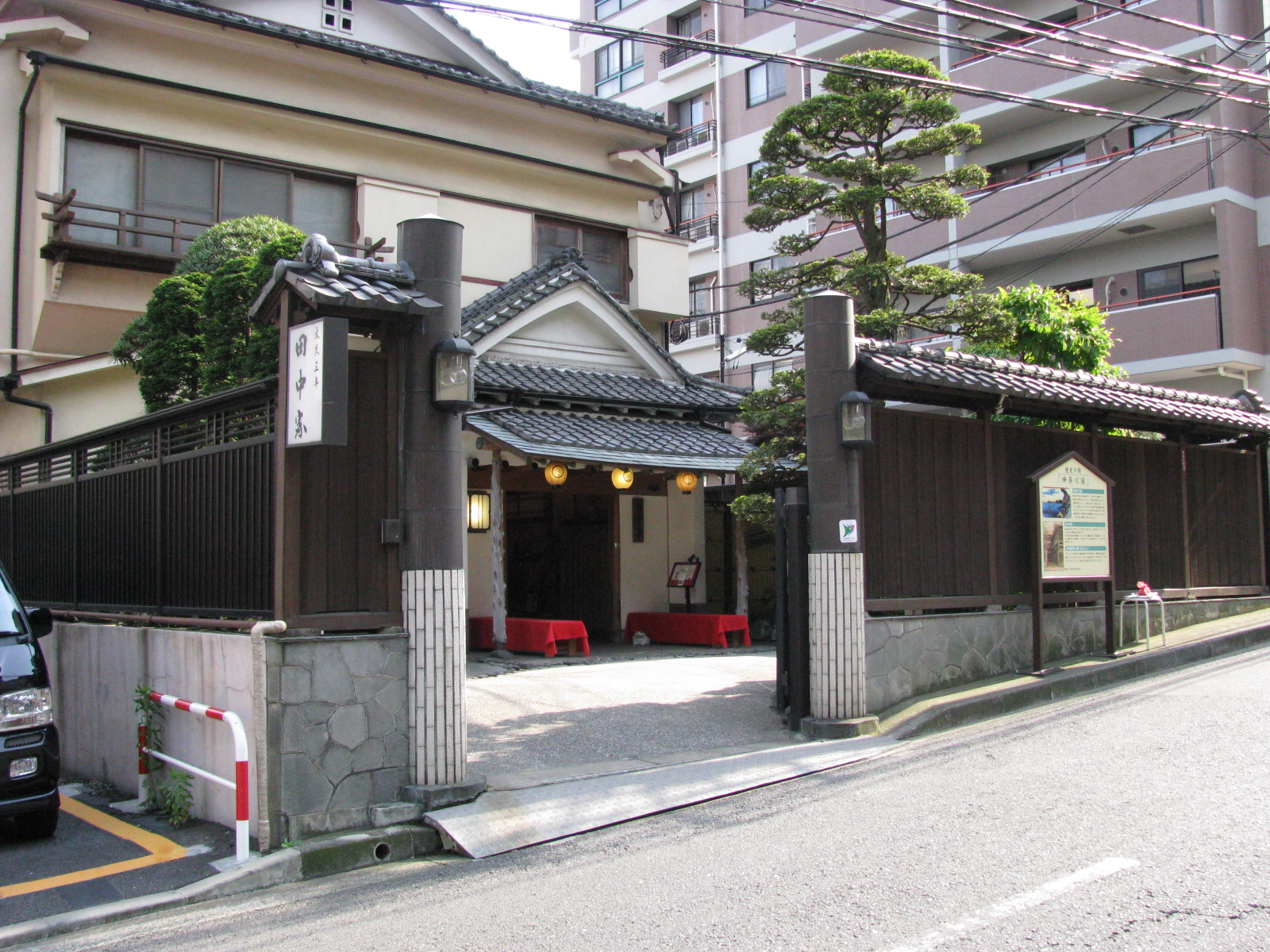
料亭田中家。上記の広重の画に描かれた「さくらや」のあたりに現存

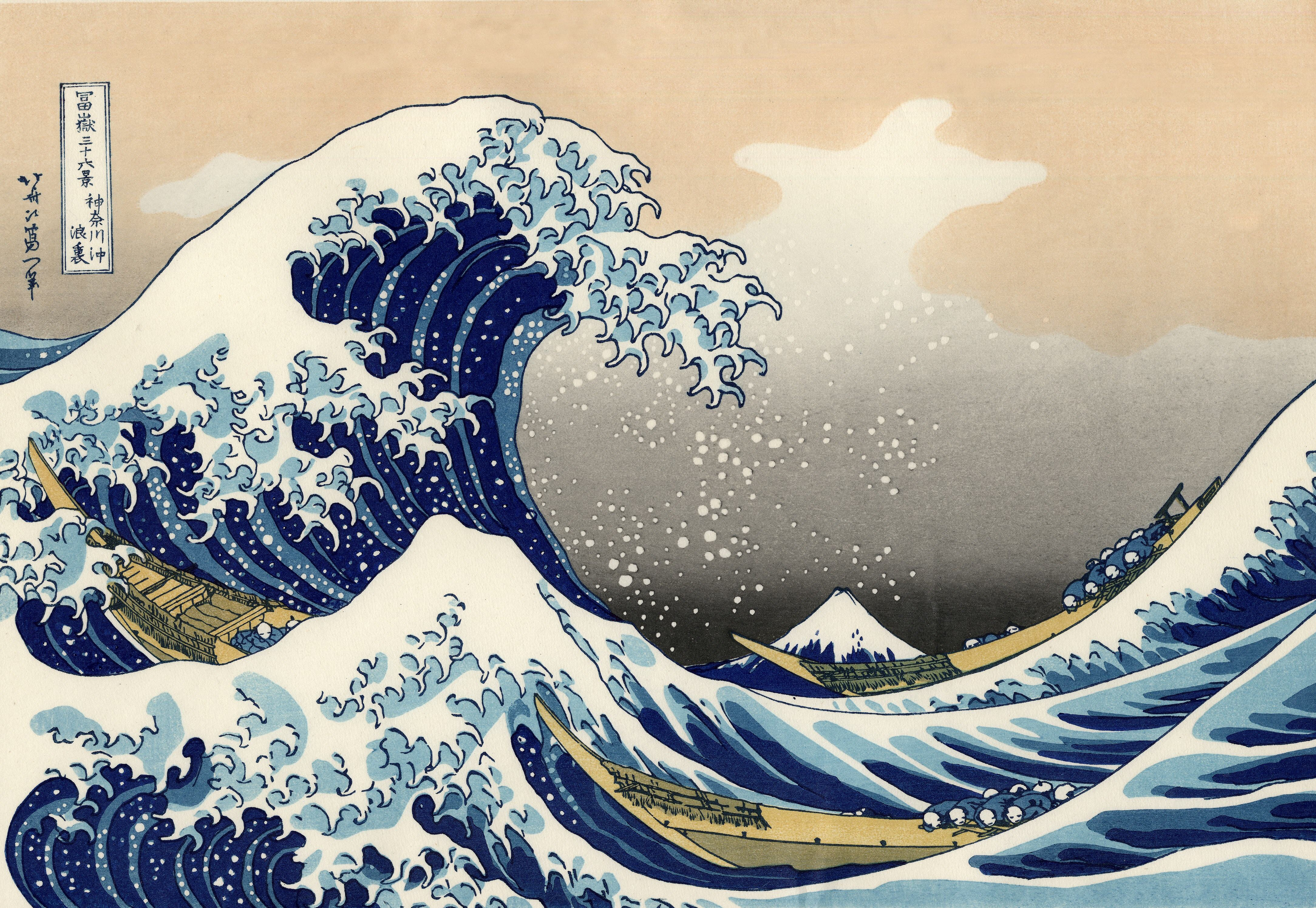
葛飾北斎『冨嶽三十六景』神奈川沖浪裏」

神奈川宿（かながわしゅく、かながわじゅく）は、東海道五十三次の3番目の宿場である。武蔵国橘樹郡、今の神奈川県横浜市神奈川区神奈川本町付近にあった。付近には神奈川湊があった。
神奈川宿は神奈川湊の傍に併設された町であり、相模国や武蔵国多摩郡方面への物資の経由地として栄えた。なお幕末には開港場に指定されたが、実際には対岸の横浜村（現在の中区関内地区）が開港となり、開国以降次第に商業の中心は外国人居留地が作られたこの横浜村に移っていった。

## 概要
神奈川町と青木町の二町からなり、両町の境には滝野川（現滝の川）が流れていた。江戸側の新宿村に隣接する江戸見附から順に並木町、新町、荒宿町、十番町、九番町、仲之町、西之町と続いて滝野川を渡り、滝之町、久保町、宮之町、元町、七間町、下台町、上台町、軽井沢といった町並みが続いていた。なお、本陣は石井本陣が西之町に、鈴木本陣が滝之町にそれぞれ置かれ、問屋場は仲之町に、一里塚は下台町にそれぞれ設置されていた。町並みは東海道沿いのみに限らず、十番町からは内陸に仲木戸横町が延び、仲之町から海辺沿いに小伝馬町、猟師町、内陸には飯田町、御殿町、二ツ谷町がそれぞれあり、枝郷として斎藤分（神奈川町）、三ツ沢（青木町）があった。
旧東海道は現在の国道15号と宮前商店街を通り、神奈川駅及び青木橋の西側、台町、上台橋を経て、そのまま上方見附を経て芝生（しぼう）村から現在の環状1号線に沿って天王町駅、保土ケ谷駅方面へ進む。
亀の甲煎餅が名物とされたが、現在は提供している店舗は存在しない。台町から海を見下ろす眺望は十返舎一九の『東海道中膝栗毛』や歌川広重の浮世絵にも紹介され名所とされた。神奈川沖の海は、葛飾北斎の『富嶽三十六景』神奈川沖浪裏にも描かれた。また、宮洲（青木町の海岸、現在の栄町）の潮干狩りも名物であった。
天保4年（1833年）には、東日本では暴風雨災害以後、米価の高騰により、9月に神奈川宿で米騒動があったといわれている。
明治22年（1889年）に神奈川町、青木町、芝生村が合併し神奈川町が成立、1901年（明治34年）に横浜市に編入された。
成仏寺の東にある神奈川地区センターの前には高札場が再現され、館内に江戸時代の神奈川宿のジオラマが展示されている。

## 神奈川湊
神奈川湊（かながわみなと）は、武蔵国橘樹郡神奈川（現・神奈川県横浜市神奈川区）にあった湊（港）である。
神奈川湊が記録に現れるのは、鎌倉に幕府が置かれた13世紀以降のことである。しかし、古代から東京湾内海交通の拠点として、六浦（神奈川県横浜市金沢区）・品川（東京都品川区）・富津（千葉県富津市）・木更津（同木更津市）などとともに、当地に港が存在したことは確認されている。
神奈川湊とその湊町は、鎌倉時代には鶴岡八幡宮が支配し、室町時代には関東管領上杉氏の領地となった。江戸時代には東海道が整備され、慶長6年（1601年）に神奈川へ宿場が置かれた。神奈川宿と神奈川湊は、幕府の直接支配を受け、神奈川陣屋がこれを担った。神奈川湊の周辺には、北に生麦湊、新宿湊があり、南に戸部湊、野毛湊があった。
安政5年（1858年）、神奈川湊沖・小柴（横浜八景島周辺）に碇泊していたポーハタン号上で日米修好通商条約が締結された。同条約では「神奈川」を開港すると定められていた。しかし、街道を通行する日本人と、入港する外国人との間の紛争を避けるために、神奈川湊の対岸にある横浜村に港湾施設や居留地をつくり、開港した。これが現在の横浜港となった。そのため、外国人に対しては横浜は神奈川の一部と称した。

## 名所・旧跡

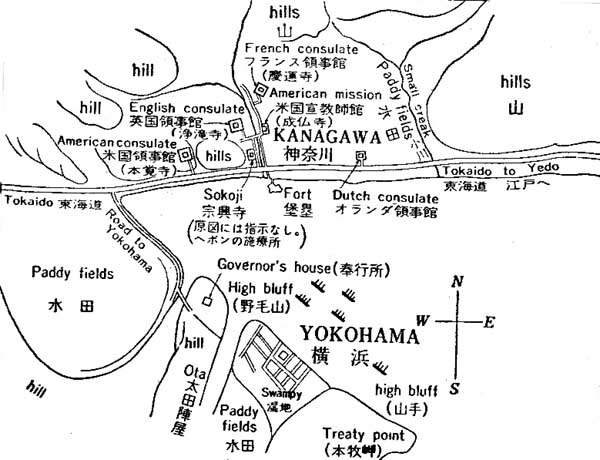
幕末には神奈川宿の寺を間借りする形で欧米諸国の領事館が置かれていた

### 東海道沿い（江戸見附から）
- 長延寺跡 - 江戸見附とされていた後、旧オランダ領事館も兼ねる寺であった。1966年横浜市緑区三保町に移転、跡地は神奈川通東公園となっている。
- 笠䅣稲荷神社 - 天慶年間（10世紀半ば）の創建と伝わる。
- 良泉寺 - 故意に屋根を壊し修理中を口実に外国人宿舎になることを断ったという逸話を持つ。
- 能満寺 - 漁師が海中から拾い上げた虚空蔵菩薩を祀ったと伝わる。
- 神明宮 - 能満寺境内にあったが、明治初の神仏分離により分かれる。
- 上無川跡 - 水が少なく水源が定かでなかったため上無川（かみなしがわ）と呼ばれ「神奈川」の由来の一説となった小川。関東大震災後の復興で埋め立てられた。
- 東光寺 - 本尊は太田道灌の守護仏。
- 妙仙寺跡 - 1908年移転した、現在の妙蓮寺である。跡地は横浜線貨物線路敷跡。
- 金蔵院 - 醍醐寺三宝院の勝覚が1087年（寛治元年）に創建。
- 熊野神社 - 金蔵院と同年に勝覚が権現山に創建、当地へ遷座。
- 神奈川御殿跡 - 将軍上洛や鹿狩りの際の宿泊施設。利用されなくなったため17世紀半ばに廃止。仲木戸という地名は御殿の木戸があったことにちなむという。
- 成仏寺 - 旧アメリカ人宣教師の宿舎で、ヘボン式ローマ字で知られる宣教師ヘボンやフランシス・ホールらが滞在していた。
- 慶運寺 - 旧フランス領事館。観福寺（廃寺）から移管された、浦島太郎が竜宮城から持ち帰ったとされる観音像がある。「浦島太郎伝説関係資料」を参照
- 神奈川本陣跡 - 石井家が任命されており、石井本陣とも言われる。
- 高札場跡 - 神奈川地区センター前に再現。
- 滝野川・滝野橋（「滝野」は「滝の」・「滝ノ」・「滝之」とも表記）- 神奈川宿の中央を流れる川。
- 浄瀧寺 - 旧イギリス領事館。
- 青木本陣跡 - 鈴木家が任命されており、鈴木本陣とも言われる。
- 神奈川の大井戸 - 江戸時代には東海道中の名井戸に数えられた。井戸水の増減で明日の天気がわかるとされ、「お天気井戸」の異名があった。
- 宗興寺 - 宣教師ヘボンが療養所を開いていた場所。

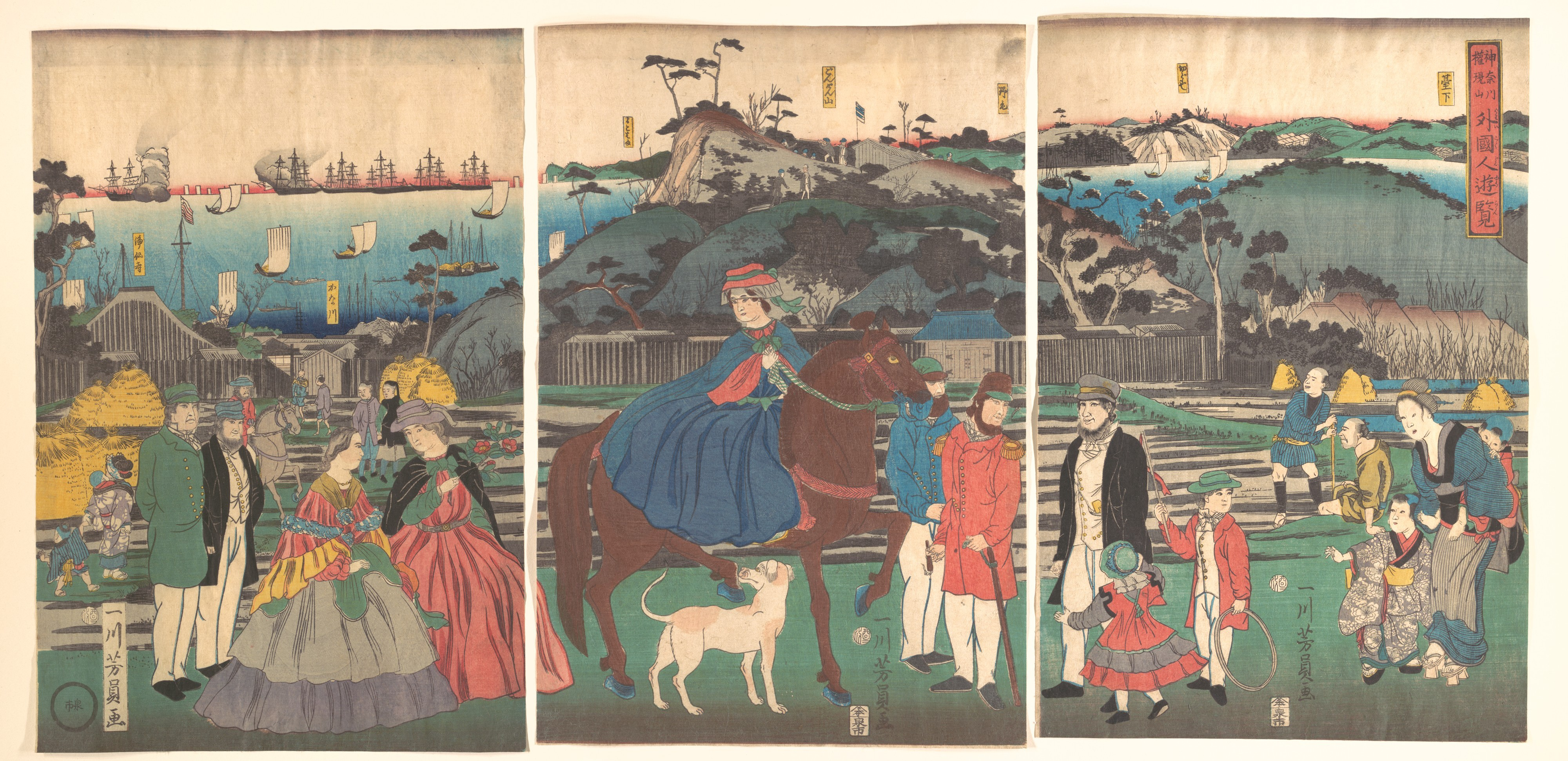
幕末期の権現山から西を望む。

- 権現山 - 本覚寺のある高島台と尾根伝いに繋がる急峻な山。台場建設用土砂採掘や鉄道建設用開削で削られ、山頂地点は幸ヶ谷小学校になっている。
- 洲崎大神 - 源頼朝が安房神社を勧進して1191年（建久2年）に創建。
- 甚行寺 - 旧フランス公使館。
- 青木橋 - 新橋－横浜間に開通した鉄道の切通しにより東海道が分断されたため跨線橋として架けられた。鉄道と同年開業の神奈川駅 (国鉄)は橋の南側にあった。
- 本覚寺 - 旧アメリカ領事館。領事館員が塗った日本初のペンキ塗装の山門が現存する。生麦事件で斬られたイギリス人2人が逃げ込んだ場所でもある。
- 豊顕寺跡 - 三ツ沢へ移転。法華宗の三沢檀林。
- 神奈川一里塚跡 - 日本橋から七つ目の一里塚。
- 大綱金刀比羅神社 - 平安時代末期の創建と伝えられ、飯綱社と呼ばれた。金毘羅社を合祀。
- 田中家 - 歌川広重の絵などに描かれている旅籠「さくらや」の跡に1863年（文久3年）創業した料亭。坂本龍馬の妻楢崎龍が仲居として働いていた。
- 神奈川台関門跡 - 開港後の外国人殺傷事件を受け、警備強化のため設置された関門。
- 上台橋 - 道路の切通しを作るために東海道が分断されたため1930年（昭和5年）に架けられた[2]。

（現在地不明）
- 神奈川陣屋跡 - 江戸幕府の付近一帯の領地を所管する機関であった。

### 神奈川湊
- 神奈川台場跡 - 現在の高島線東高島駅付近。埋め立てなどにより、構築物の大半が埋没している。

## ギャラリー

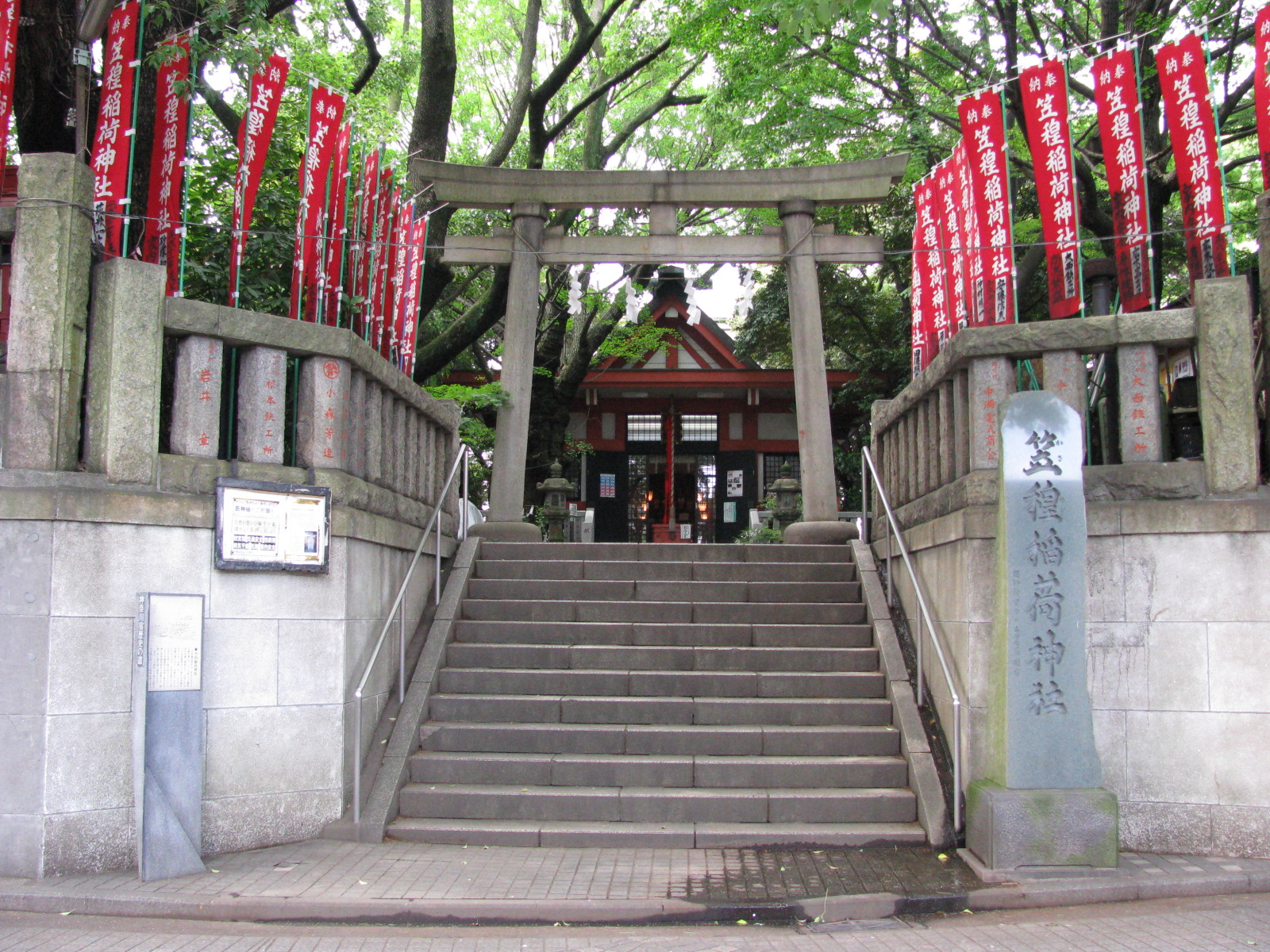
笠䅣稲荷神社
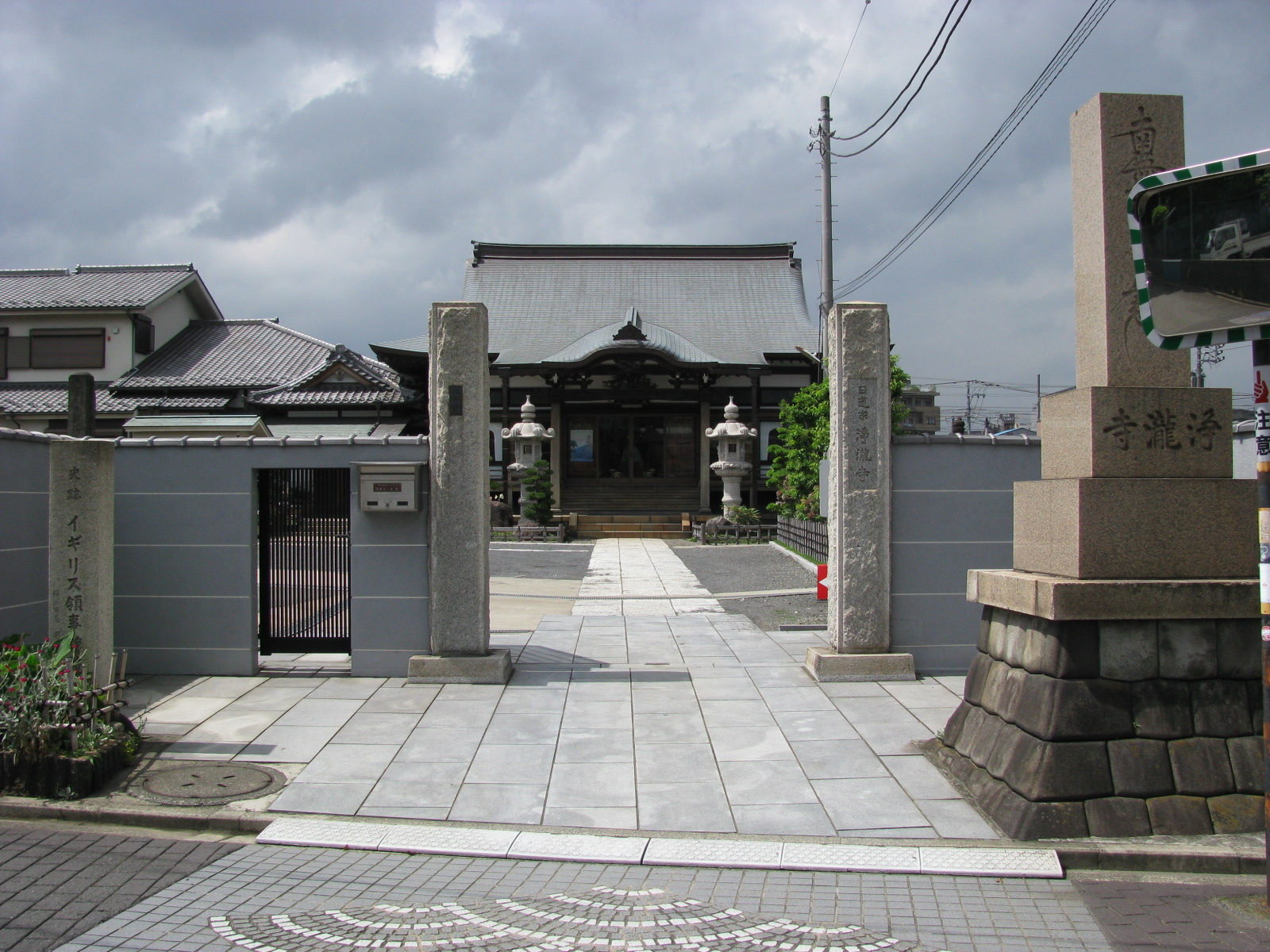
浄龍寺
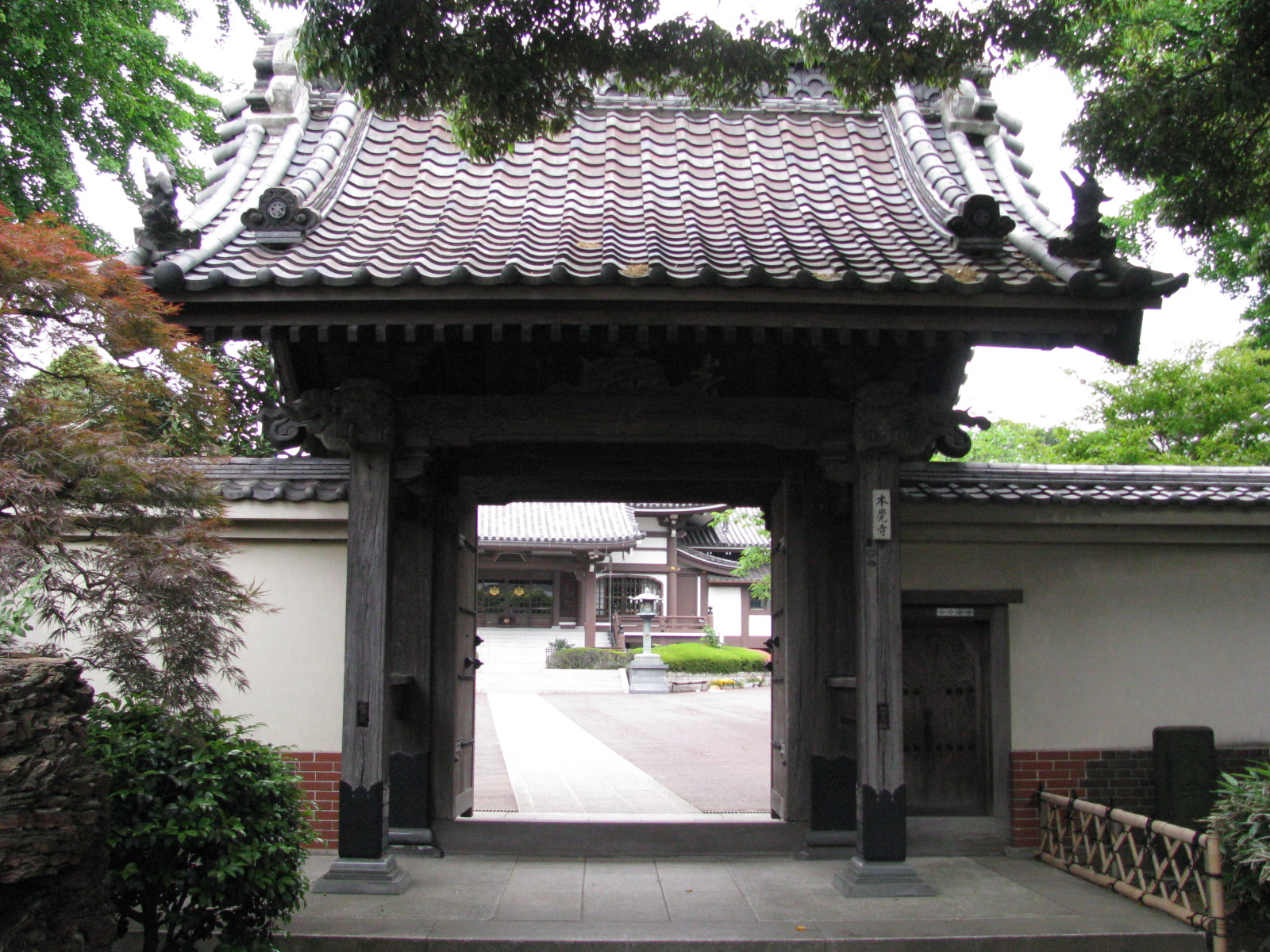
本覚寺の山門 日本初のペンキ塗装。
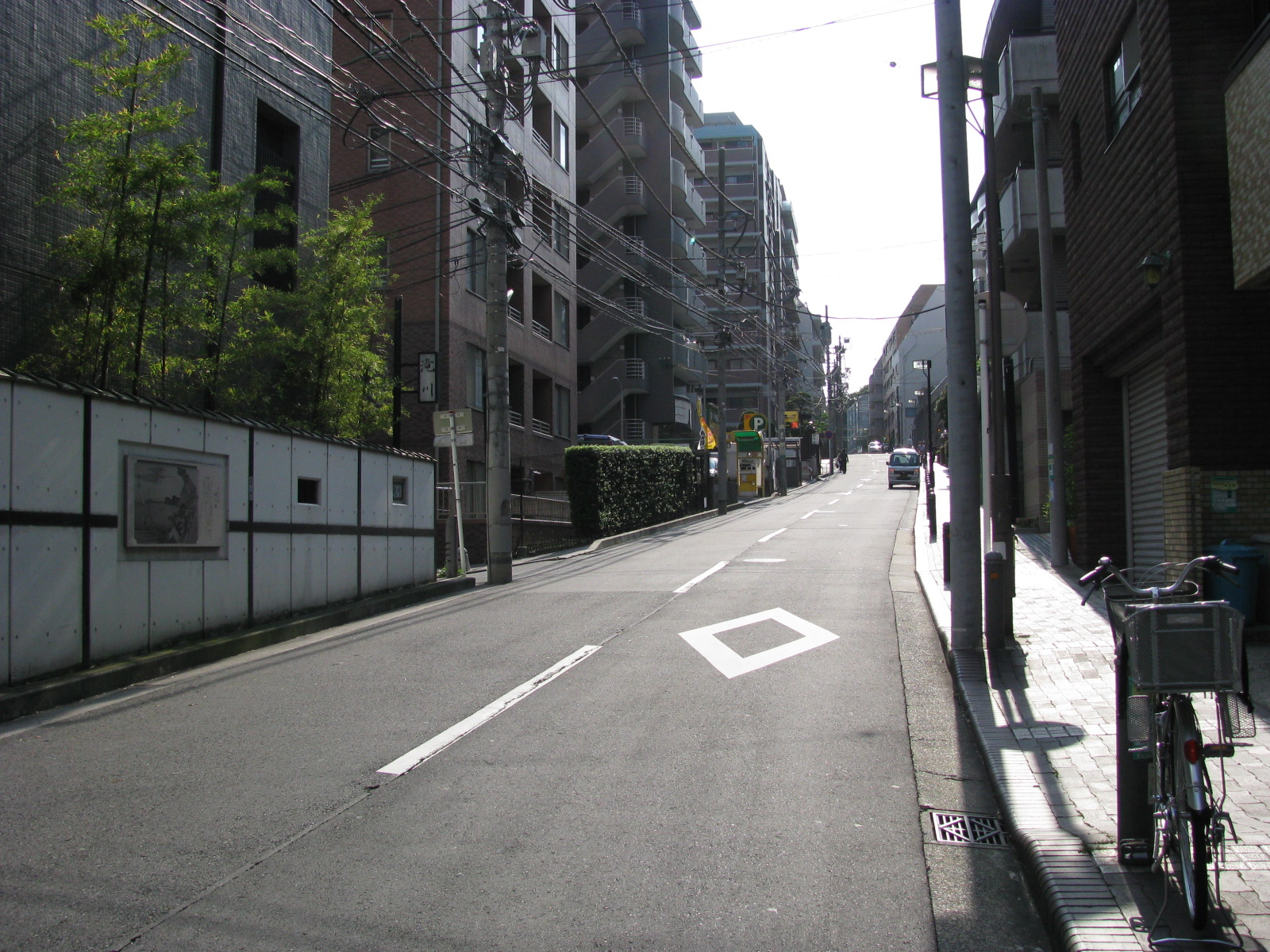
現在の神奈川宿台町付近
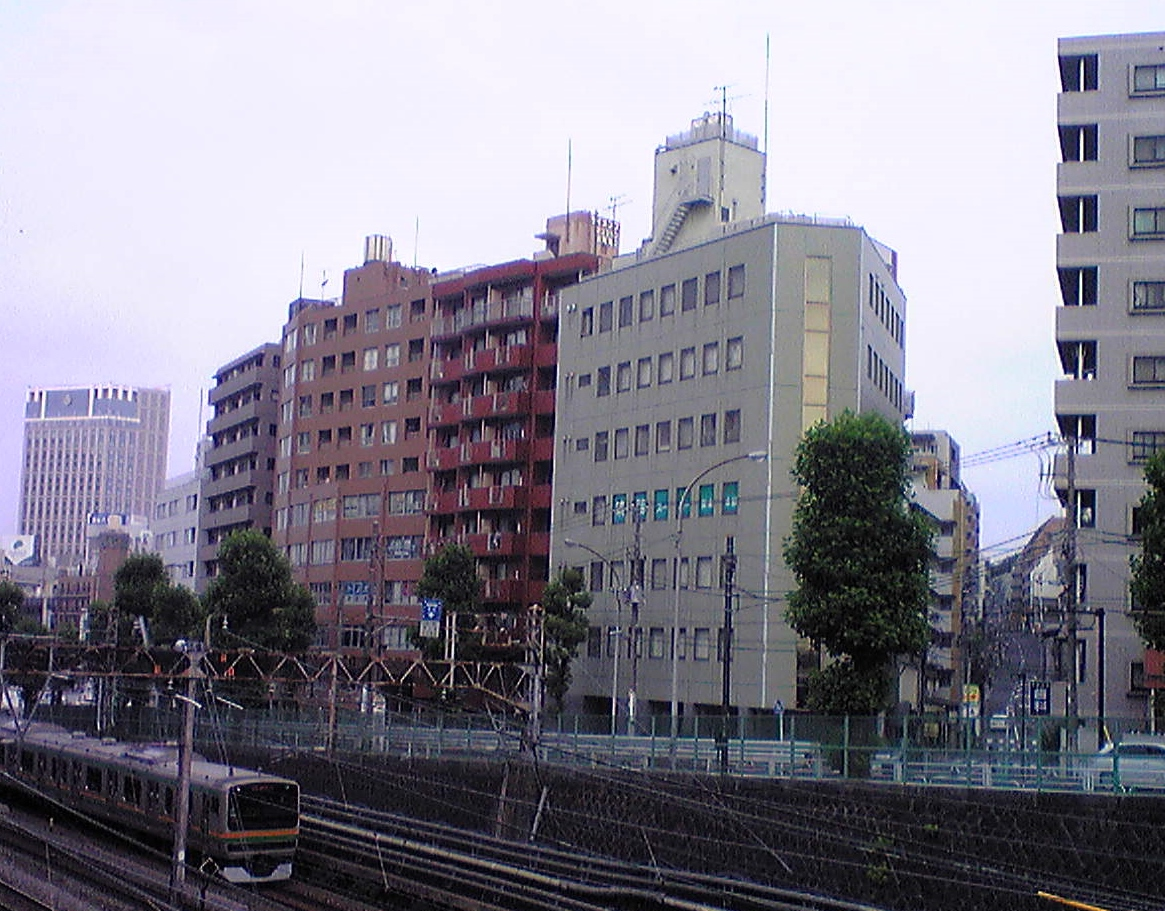
台町東側、広重の絵と同じあたり。

## 最寄り駅
JR京浜東北線・横浜線 東神奈川駅又は京急本線 京急東神奈川駅

## 隣の宿場
川崎宿 - 神奈川宿 - 保土ヶ谷宿

## 参考資料
- 青木美智雄『天保騒動記』、三省堂、1979年。